# Famille von Schmettau
La famille von Schmettau, également Schmettow, est une ancienne famille noble silésienne.

## Histoire
La famille apparaît d'abord sous le nom de Szmettay au XIVe siècle en Hongrie et en Serbie. La lignée sûre de la famille commence avec Georg Smete, citoyen et éleveur à Neisse, attesté de 1562 à 1579. Sous le règne de Matthias Corvin, la famille se répand d'abord en Silésie, d'où certains de ses membres s'établissent à leur tour dans le Mecklembourg, le Brandebourg et le Danemark.
Le 28 septembre 1668, l'empereur Léopold Ier délivre un diplôme de renouvellement de leur noblesse et de leurs armoiries, et en 1701, ils sont élevés au rang de barons d'Empire. Le 17 février 1717, l'empereur Charles VI accorde à la famille un diplôme de baron et le 24 février 1742, l'empereur Charles VII l'élève au rang de comte impérial, ce que le roi Frédéric II reconnaît le 2 juillet de la même année. En 1782, la comtesse Anna Charlotte Christiane Wilhelmine von Schwerin (de) née comtesse von Schmettau (1712–1796) fondatrice de Rietschütz. En 1822, un diplôme de noblesse prussienne est de nouveau délivré.

## Armoiries

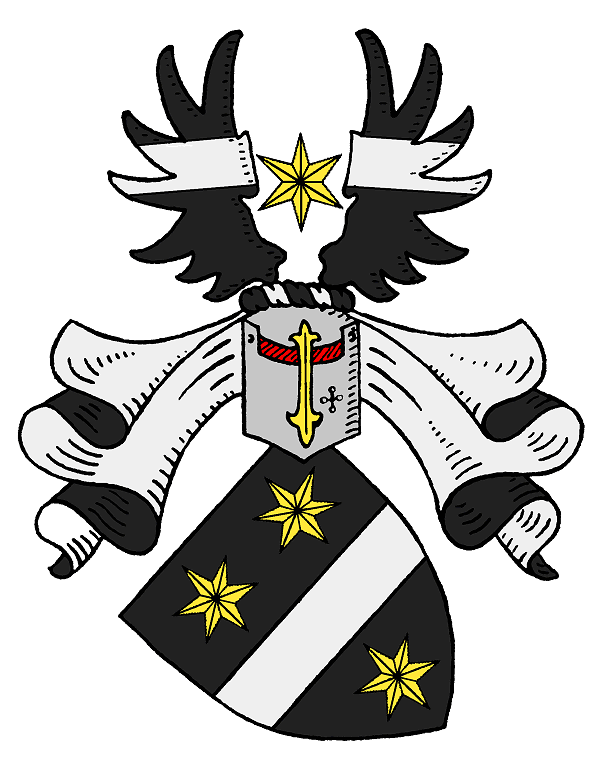
Armoiries de la famille des von Schmettau (Schmettow)

### Armoiries familiales
Les diplômes individuels et les promotions étaient également associés à des améliorations ou à des changements d'armoiries. Selon l'auteur de la chronique familiale, le blason familial est d'origine hongroise. Selon lui, la bande horizontale argentée traversant l'écu représente le Danube. Dans le bouclier noir, les deux étoiles dorées au-dessus de la bande horizontale sont les parents et l'étoile dorée en dessous est l'enfant, qui a pu fuir le danger. Sur le casque avec des couvertures noires et argentées, une étoile dorée entre un vol noir ouvert, chacun recouvert d'une bande horizontale argentée.

### Armoiries de 1668
Les armoiries de la noblesse de Bohême et la confirmation des armoiries de 1668 montrent un écu divisé dans le sens de la longueur, à droite en or un demi-aigle noir appuyé sur la ligne de démarcation et à gauche les armoiries principales : en noir une barre transversale en argent, accompagné de trois (2:1) étoiles d'or. Sur le casque noir et or couvre l'ensemble de l'aigle avec une étoile dorée sur la poitrine.

### Armoiries comtales

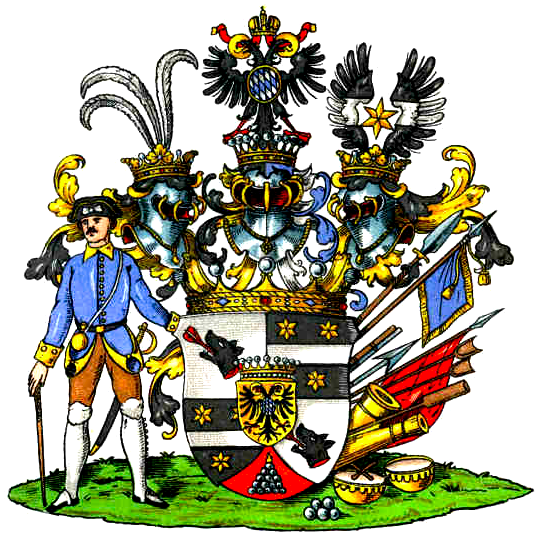
Armoiries comtales de 1742

Le blason des comtes de 1742 est écartelé et recouvert d'un bouclier de cœur doré couronné d'un comte, à l'intérieur un aigle à deux têtes noir blindé et auréolé d' or avec une cuirasse (bavaroise) renforcée d'argent et de bleu, dans les champs 1 et 4 en argent une tête de dogue noir à surface rouge découpée, une flèche rouge dévorante, les champs 2 et 3 comme blason de famille, inséré entre les champs 3 et 4 une pointe violette, dans celle-ci une pyramide de 15 grenades en fer, celle du haut est brûlant; trois casques : à droite avec des couvertures noires et argentées trois plumes de coq argentées, au milieu avec des couvertures noires et argentées à droite, des couvertures bleues et argentées à gauche de l'aigle double, ici couronné impérial de bandes rouges volantes frangées de or, à gauche avec des couvertures noires et dorées du casque d'armoiries de la tribu avec l'étoile entre le vol; Porte-bouclier : A droite un mitrailleur en habit bleu à revers de col et boutons dorés et chapeau noir, la main droite appuyée sur une tige détonante, la gauche tenant son bouclier, sur les ferrures de gauche.

## Personnalités
- Wolfgang von Schmettau (de) (1648-1711), ministre et envoyé de l'électorat de Brandebourg
- Gottlieb von Schmettau (de) (1665–1722), général de l'électorat de Saxe
- Samuel von Schmettau (de) (1684–1751), maréchal prussien, à partir de 1742, comte
- Karl Christoph von Schmettau (de) (1696-1775), lieutenant général prussien
- Johann Ernst von Schmettow (de) (1703-1774), major général prussien
- Gottfried Heinrich von Schmettau (1710–1762), ministre d'État prussien et chasseur en chef
  - Bernhard Alexander Gottfried von Schmettau (de) (1748–1816), major général prussien
- Woldemar von Schmettau (de) (1719-1785), gouverneur général de Norvège
- Karl Wilhelm Friedrich von Schmettau (de) (1734–1798), lieutenant général prussien
- Amalie von Schmettau, (1748-1806), salonnière, impliquée dans les Lumières catholiques (de) dans la principauté épiscopale de Münster
- Woldemar Friedrich von Schmettau (de) (1749–1794), écrivain et diplomate
- Friedrich Wilhelm Carl von Schmettau (1743–1806), lieutenant général prussien, cartographe et propriétaire du château de Köpenick (de)
- Bernhard von Schmettow (1787–1872), député de la Chambre des seigneurs de Prusse (1866–1872) [2],[3]
- Ferdinande von Schmettau (de) (1798–1875), héroïne folklorique des guerres napoléoniennes
- Bernhard Gottfried Emil von Schmettow (1818–1889), député de la Chambre des seigneurs de Prusse[4]
- Bernhard Gottfried Karl von Schmettow (1846-1912), député de la Chambre des seigneurs de Prusse
- Willibald Bernhard Gottfried von Schmettow (1848-1927), lieutenant général allemand
- Egon von Schmettow (1856-1942), général de cavalerie prussien pendant la Première Guerre mondiale
- Max Philipp von Schmettau (1857-1929), lieutenant général allemand
- Eberhard von Schmettow (1861-1935), lieutenant général allemand pendant la Première Guerre mondiale et adjudant général de l'empereur allemand
- Richard von Schmettow (1865-1938), lieutenant général allemand
- Rudolf von Schmettow (en) (1891-1970), lieutenant général allemand
- Johannes von Schmettow, responsable allemand chez Egon Zehnder International (de)
- Bernhard von Schmettow (1930–2012), travailleur social à Essen[5]